# Алертон (Ајова)
Алертон (енгл. Allerton) град је у америчкој савезној држави Ајова. По попису становништва из 2010. у њему је живело 501 становника.

## Демографија
Према попису становништва из 2010. у граду је живело 501 становника, што је -58 (-10.4%) становника више него 2000. године.
| Група             | 2000.       | 2010.       |
| Белци             | 550 (98,4%) | 496 (99,0%) |
| Афроамериканци    | 0 (0,0%)    | 0 (0,0%)    |
| Азијати           | 1 (0,2%)    | 0 (0,0%)    |
| Хиспаноамериканци | 5 (0,9%)    | 1 (0,2%)    |
| Укупно            | 559         | 501         |